# طواف لانكاوي 2015
طواف لانجكاوي 2015 (بالإنجليزية: 2015 Tour de Langkawi)‏ هو سباق دراجات هوائية أقيم بتاريخ 8 مارس 2015، تكون السباق من 8 مراحل وامتدّ لمسافة 1193.10 كم بسرعة 42.64 كم/س، استغرق السباق 28 ساعة 12 دقيقة 04 ثانية. فاز به الجزائري يوسف رجويجوي.

## الترتيب
| م                     | الدرّاج       | البلد    | الزمن                     |
| --------------------- | ------------ | -------- | ------------------------- |
| الفائز بالترتيب العام | يوسف رجويجوي | الجزائر  | 28 ساعة 12 دقيقة 04 ثانية |
| حسب النقاط            | كاليب إيوان  | أستراليا | -                         |